# Bolboceras nigricans
Bolboceras nigricans is een keversoort uit de familie mesttorren (Geotrupidae). De wetenschappelijke naam van de soort werd in 1848 gepubliceerd door John Obadiah Westwood.